# Нгуен Фу Чонг
Нгуен Фу Чонг (вьет. Nguyễn Phú Trọng; 14 апреля 1944, Ханой, Французский Индокитай — 19 июля 2024, Ханой) — вьетнамский политический и государственный деятель, 10-й президент Вьетнама с 23 октября 2018 по 5 апреля 2021 года.
Председатель Национальной ассамблеи Вьетнама в 2006—2011 годах, с 19 января 2011 года до своей смерти 19 июля 2024 года — генеральный секретарь ЦК КПВ.

## Биография

### Ранние годы
Родился 14 апреля 1944 года в уезде Донгань, ныне входящем в состав Ханоя.
В 1967 году окончил филологический факультет Ханойского университета, в 1968 году вступил в КПВ.

#### В СССР
В 1981 году Нгуен Фу Чонг был направлен в Советский Союз в аспирантуру Академии общественных наук при ЦК КПСС по специальности «Партийное строительство», где в 1983 году защитил диссертацию на тему «Деятельность Коммунистической партии Вьетнама по укреплению её связи с массами на современном этапе: с учётом опыта КПСС» и получил степень кандидата исторических наук.

### Карьера
Работал в теоретическом и политическом журнале ЦК КПВ Tạp chí Cộng Sản («Коммунист») в 1967—1973, 1976—1980 и 1983—1996 годах (в 1991—1996 годах — главный редактор).
С 1992 года — доцент, с 2002 года — профессор Ханойского государственного университета.
В 1994 году избран членом ЦК КПВ, с декабря 1997 года — членом Политбюро. В 1998—2000 годах в Политбюро курировал вопросы идеологии, культуры и образования, в 1998—2006 годах был заместителем председателя (1998—2001) и председателем Теоретической комиссии ЦК КПВ, ответственным за теоретическую работу КПВ (2001—2006).
Депутат Национальной ассамблеи с мая 2002 года.
С января 2000 по июнь 2006 года Нгуен Фу Чонг был секретарём Ханойского городского комитета КПВ.
С 26 июня 2006 по 23 июля 2011 года Нгуен Фу Чонг был председателем Национальной ассамблеи Вьетнама.

### Пост генерального секретаря КПВ
На XI съезде Коммунистической партии Вьетнама 19 января 2011 года избран Генеральным секретарём ЦК КПВ. Руководил также Секретариатом ЦК КПВ и являлся председателем Центральной военной комиссии Вьетнама.
18 декабря 2013 года на 69-й общереспубликанской конференции народной милиции Нгуен Фу Чонг потребовал от сил народной милиции владеть ситуацией, сделать точные прогнозы и дать партии и государству эффективные консультации для принятия своевременных и правильных решений по надежному сохранению национальной безопасности, а также безопасности на всех фронтах, защиты партии и процесса реализации недавно принятой исправленной Конституции страны.
28 декабря выступая на конференции по подведению итогов работы Центральной военной комиссии в 2013 году, Нгуен Фу Чонг отметил, что задачи, которые будут поставлены перед всей Партией, армией и народом, и политической системой в 2014 году — это укрепление всенародного единства, выполнение трёх целей: защита независимости, суверенитета, территориальной целостности страны, защита социалистического строя, защита революционных достижений, сохранение политической стабильности и мира для развития страны. «Необходимо продолжать создавать сильную армию в политически-идеологическом и организационном отношениях, проявлять абсолютную преданность к революционному делу партии и народа, и повысить боеспособность и политическую волю, ответственность в выполнении порученных заданий. Все кадровые работники и бойцы должны вести нравственно-здоровый образ жизни, соблюдать законодательство и общественный порядок, бороться с замыслами враждебных сил».
На 12-м съезде КПВ 27 января 2016 года переизбран Генеральным секретарём ЦК КПВ.

##### Президентство
23 октября 2018 года Нгуен Фу Чонг был избран президентом Вьетнама (сменил на этом посту Чан Дай Куанга, скончавшегося 21 сентября).
Комментаторы отмечали, что Нгуен Фу Чонг впервые после Хо Ши Мина совместил высшие посты в партии и государстве (статус Чыонг Тиня как председателя Госсовета СРВ, совмещавшего этот пост с постом генсека в 1986 году, не был равнозначен президентскому). Занимал пост президента Вьетнама до 5 апреля 2021 года.

##### Последние годы
Оставался генеральным секретарём вплоть до своей смерти 19 июля 2024 года. 18 июля, за день до смерти, был награждён высшей государственной наградой Социалистической Республики Вьетнам — орденом Золотой Звезды.

## Смерть

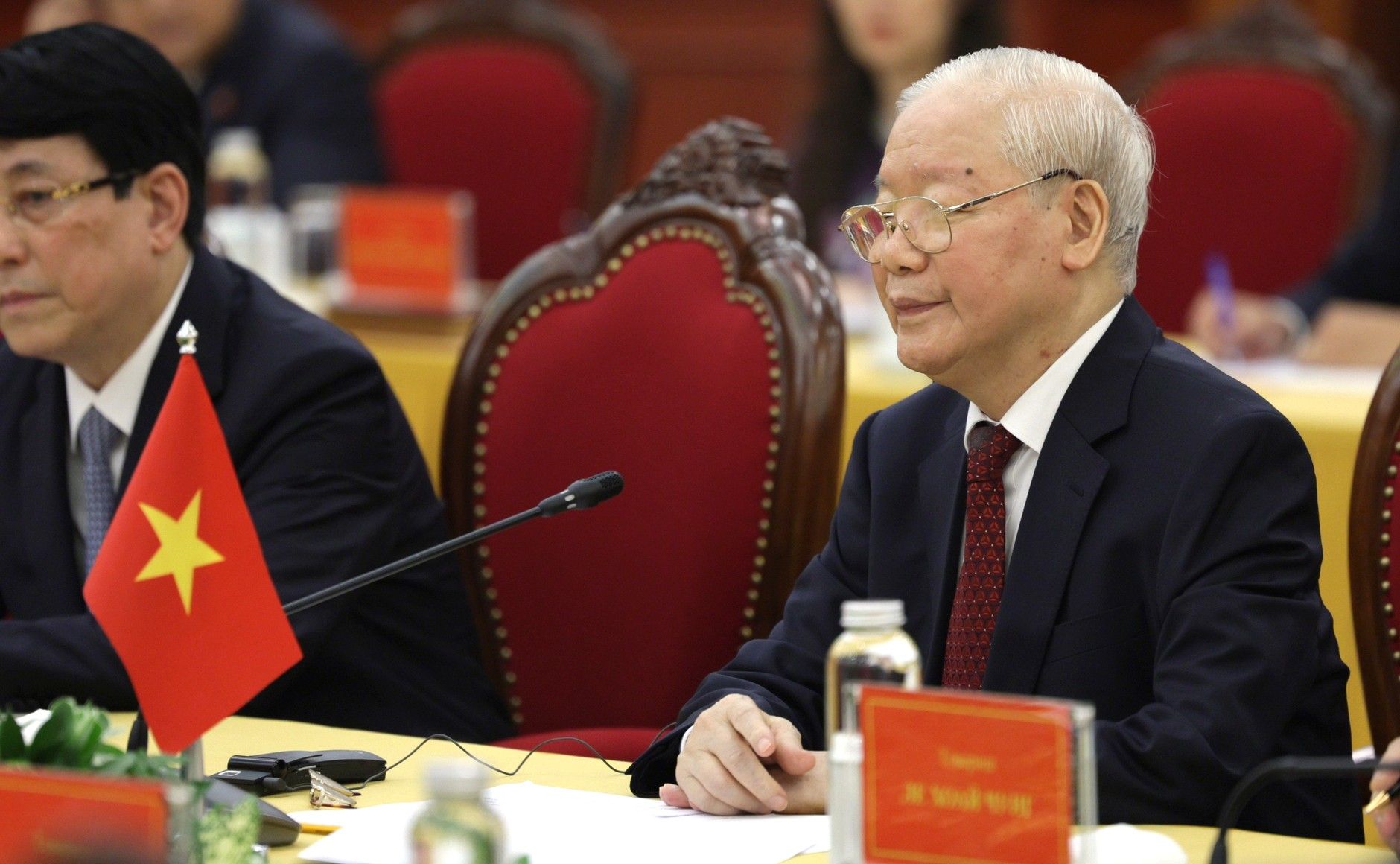
Последнее опубликованное изображение Нгуена Фу Чонга во время государственного визита Владимира Путина во Вьетнам в июне 2024 года

Чонг умер 19 июля 2024 года в 13:38 по вьетнамскому времени в Центральном военном госпитале № 108 в Ханое в возрасте 80 лет. Государственные СМИ, ссылаясь на информацию от профессионального совета по защите здоровья центральных должностных лиц (Hội đồng chuyên môn bảo vệ sức khỏe cán bộ Trung ương), сообщили, что он умер «после продолжительной болезни». О его смерти было объявлено общественности около 18:00 (UTC+7:00).
Правительство Вьетнама объявило официальный траур на 25 и 26 июля.

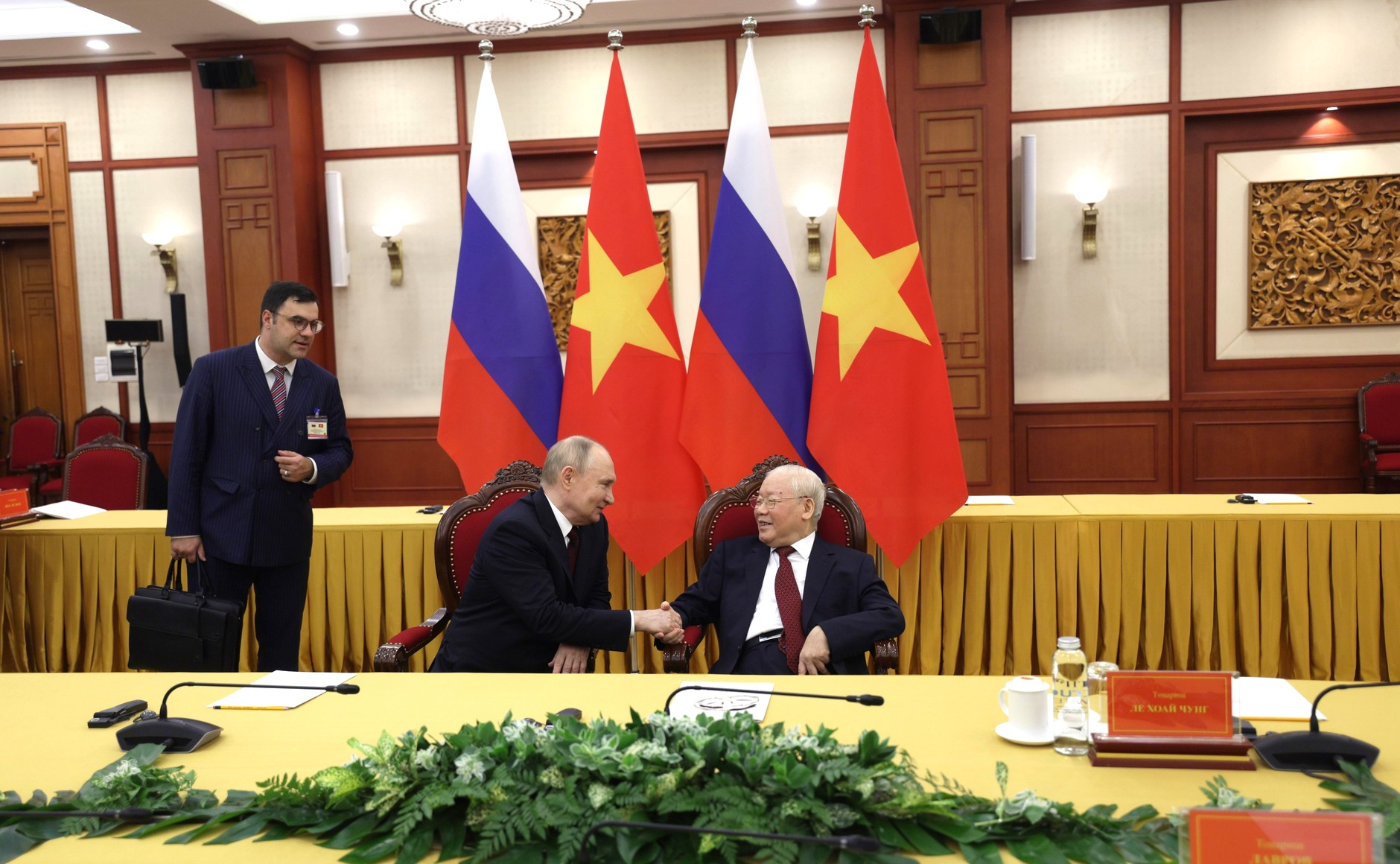
Владимир Путин и Нгуен Фу Чонг. Одна из последних фотографий Нгуен Фу Чонга, июнь 2024 года.

###### Похороны
Похоронен 26 июля на кладбище Майзить в Ханое.